# Siphlophis cervinus
Siphlophis cervinus är en ormart som beskrevs av Laurenti 1768. Siphlophis cervinus ingår i släktet Siphlophis och familjen snokar. Inga underarter finns listade i Catalogue of Life.
Arten förekommer i Amazonområdet i norra Bolivia, norra Brasilien, östra Peru, östra Ecuador och sydöstra Colombia. Utbredningsområdet fortsätter över regionen Guyana, Venezuela och norr om Colombias bergstrakter till Panama och nordvästra Ecuador. Denna orm lever i låglandet och i kulliga områden upp till 920 meter över havet. Habitatet utgörs av olika slags skogar som kan vara fuktiga eller torra. Arten hittas även i brukade skogar. Individerna klättrar främst i träd men de kan hittas på marken. Siphlophis cervinus är nattaktiv och den jagar vanligen ödlor som ibland kompletteras med grodor, fladdermöss eller andra små ryggradsdjur. Honor lägger ägg.
För beståndet är inga hot kända och populationen anses vara stabil. IUCN listar arten som livskraftig (LC).